# Backstreet Boys (album américain)
Pour l'album international sorti en 1996, voir Backstreet Boys (album).
Compilations par Backstreet Boys (en dehors des États-Unis)
Backstreet Boys
(1996) Millennium
(1999)
Compilations par Backstreet Boys (É.-U.)
Millennium
(1999)
Singles
1. We've Got It Goin' On
Sortie : 5 septembre 1995
2. Quit Playing Games (with My Heart)
Sortie : 10 juin 1997
3. As Long as You Love Me
Sortie : 21 octobre 1997
4. Everybody (Backstreet's Back)
Sortie : 31 mars 1998
5. I'll Never Break Your Heart
Sortie : 14 juillet 1998
6. All I Have to Give
Sortie : 8 décembre 1998

Backstreet Boys est le premier album américain du boys band Backstreet Boys. Sorti en août 1997 simultanément avec leur deuxième album international (non américain), intitulé Backstreet's Back, il compile des chansons sélectionnées des deux premiers albums internationaux du groupe, Backstreet Boys (1996) et Backstreet's Back.
L'album a débuté à la 29e place du Billboard 200 dans la semaine du 30 août 1997 et a atteint la 4e place dans la semaine du 31 janvier 1988.

## Liste de pistes
| No  | Titre                                                   | Durée |
| --- | ------------------------------------------------------- | ----- |
| 1.  | We've Got It Goin' On                                   | 3:40  |
| 2.  | Quit Playing Games (with My Heart)                      | 3:56  |
| 3.  | As Long as You Love Me                                  | 3:40  |
| 4.  | All I Have to Give                                      | 4:34  |
| 5.  | Anywhere for You                                        | 4:42  |
| 6.  | Hey, Mr. DJ (Keep Playin' This Song)                    | 4:26  |
| 7.  | I'll Never Break Your Heart                             | 4:47  |
| 8.  | Darlin'                                                 | 5:31  |
| 9.  | Get Down (You're the One for Me) [feat. Toni Cottura]   | 3:53  |
| 10. | Set Adrift on Memory Bliss                              | 3:30  |
| 11. | If You Want It to Be Good Girl (Get Yourself a Bad Boy) | 4:49  |

| 1.  | We've Got It Goin' On                                    | 3:40 |
| 2.  | Quit Playing Games (with My Heart) (version alternative) | 3:54 |
| 3.  | As Long as You Love Me (version alternative)             | 3:33 |
| 4.  | Everybody (Backstreet's Back) - Extended Version         | 4:47 |
| 5.  | All I Have to Give                                       | 4:35 |
| 6.  | Anywhere for You                                         | 4:41 |
| 7.  | Hey, Mr. D.J. (Keep Playin' This Song)                   | 4:25 |
| 8.  | I'll Never Break Your Heart                              | 4:47 |
| 9.  | Darlin'                                                  | 5:31 |
| 10. | Get Down (You're the One for Me) (feat. Toni Cottura)    | 3:52 |
| 11. | Set Adrift on Memory Bliss                               | 3:30 |
| 12. | If You Want It to Be Good Girl (Get Yourself a Bad Boy)  | 4:48 |